# Кубок России по баскетболу 2003/2004
3-й Кубок России по баскетболу среди мужских команд — проводился с 14 ноября 2003 г. по 16 апреля 2004 года под эгидой РФБ.

## Формат
Все стадии турнира прошли по олимпийской системе. Команды низших дивизионов начали борьбу за трофей со стадии 1/128 финала, команды Суперлиги А со стадий 1/16 и 1/8 финала (с 1/8 в борьбу вступили команды, занявшие места с 1 по 4-е в прошлогоднем чемпионате).
«Финал 4-х» прошёл в Перми с 14 по 16 апреля в УДС «Молот». 14 апреля в 16:30 по московскому времени прошёл полуфинальный матч ЦСКА - Химки, в 19:00 – Урал-Грейт - УНИКС. 15 апреля – конкурсы капитанов (17:30), 3-очковых бросков (17:50), бросков сверху (18:25) и матч ветеранов баскетбола «Пермь против остального мира» (19:00). 16 апреля – матч за 3-е место (16:00) и финал (18:30). Призовой фонд турнира составил 50 тысяч долларов: 20 тысяч получил победитель, 15 – финалист, 10 – третья команда, 5 – четвёртая.  

## Предварительный этап
Первым указан хозяин площадки, в случае с 2-раундовым противостоянием – хозяин первого матча.

### 1/128 финала
- УГТУ-УПИ (Екатеринбург) – СК Охрана (Новоуральск) — 90:115 (27:25, 16:28, 27:37, 20:25), 65:142 (18:33, 11:30, 16:34, 20:45)
- Жемчужина (Прокопьевск) – СГУПC-Локомотив-2 (Новосибирск) — 110:92 (29:23, 26:18, 27:26, 28:25), 93:84 (23:14, 22:26, 19:27, 29:17)
- Университет (Магнитогорск) – БК 17х16 (Омск) — 96:75 (23:25, 27:19, 23:21, 23:10), 115:88 (34:17, 26:24, 22:22, 33:25)
- Аверс-Университет (Сургут) – Тобольск-Баскет — 91:83 (27:21, 24:23, 17:22, 23:17), 66:129 (8:34, 25:27, 13:32, 20:36)
- Спартак (Мытищи) – Арсенал-2 (Тула) — 94:58 (18:13, 21:13, 23:22, 32:10), 81:90 (14:24, 12:20, 28:17, 27:29)
- Планета-Университет (Ухта) – Академия-Глобус (Киров) — 82:73 (27:17, 21:16, 24:19, 10:21), 58:115 (22:33, 16:17, 10:36, 10:29)
- Енисей-2 (Красноярск) – Зенит (Иркутск) — 64:84 (13:18, 12:20, 18:20, 21:26), 68:96 (15:24, 13:24, 19:25, 21:23)
- Химик (Энгельс) – Союз-2 (Заречный) — 85:69 (25:24, 12:5, 20:19, 28:21), 70:84 (25:19, 13:20, 9:17, 23:28)
- Динамо-Универсал (Томск) – Янтарь (Северск) — 77:76 (12:26, 18:12, 21:19, 26:19), 85:92 (18:17, 19:27, 19:12, 29:36)
- Звезды Тринты (Москва) – Химки-3 — 77:60 (18:11, 21:12, 15:23, 23:14), 107:109 (26:22, 29:28, 29:18, 23:41)
- Урал-Грейт-Юниор (Пермь) – ВГИПА (Нижний Новгород) — 0:20, 0:20
- Динамо-РГУФК (Московская область) – ЦСКА-молодёжная — 69:100 (13:24, 18:33, 20:22, 18:21), 73:72 (20:8, 18:23, 22:22, 13:19)

Источник: 

### 1/64 финала
- СК Охрана (Новоуральск) – Автодор-Альянс (Саратов) — 95:83 (31:15, 24:19, 17:26, 23:23), 86:94 (28:16, 23:31, 26:17, 9:30)
- Жемчужина (Прокопьевск) – БК Тольятти — 104:105 (22:29, 36:26, 18:24, 28:26), 114:90 (32:23, 29:22, 26:24, 27:21)
- Университет (Магнитогорск) – Дизелист (Маркс) — 116:80 (28:21, 25:23, 37:10, 26:26), 73:57 (17:16, 18:14, 19:14, 19:13)
- Тобольск-Баскет – ЦСК ВВС-2 (Самара) — 73:117 (22:29, 16:37, 21:28, 14:23), 88:91 (22:19, 22:35, 17:17, 27:20)
- Спартак (Мытищи) – Динамо-АГУ (Майкоп) — 107:76 (28:16, 23:17, 24:29, 32:14), 120:66 (23:23, 27:15, 36:10, 34:18)
- Академия-Глобус (Киров) – Химки-2 — 64:92 (17:30, 11:19, 15:22, 21:21), 55:66 (14:14, 14:23, 20:20, 7:9)
- Зенит (Иркутск) – Динамо-Теплострой (Челябинск) — 20:0, 20:0
- Химик (Энгельс) – Университет (Нальчик) — 79:77 (27:17, 14:18, 22:15, 16:27), 68:102 (19:26, 12:33, 19:15, 18:28)
- Стандарт (Тольятти) – Янтарь (Северск) — 116:86 (29:21, 33:14, 28:28, 26:23), 98:96 (21:26, 29:23, 21:23, 27:24)
- Звезды Тринты (Москва) – Витязь (Рязань) — 87:99 (26:21, 21:30, 21:20, 19:28), 89:102 (26:31, 25:26, 18:28, 20:17)
- УНИКС-2 (Казань) – ВГИПА (Нижний Новгород) — 97:68 (24:21, 26:16, 23:21, 24:10), 121:67 (28:24, 22:21, 34:12, 37:10)
- ЦСКА-молодёжная – Ставрополь-Пограничник — 91:59 (18:19, 25:19, 32:17, 16:4), 116:63 (27:20, 29:17, 33:17, 27:9)

Источник: 

### 1/32 финала
- СК Охрана (Новоуральск) – НБА-Сети НН — 129:82 (37:18, 26:33, 33:23, 33:8), 119:81 (40:19, 22:20, 27:24, 30:18)
- Жемчужина (Прокопьевск) – Университет-Спутник (Киров) — 111:115 (19:23, 36:26, 34:28, 22:38), 97:108 (25:35, 24:33, 23:22, 25:18)
- Университет (Магнитогорск) – Купол-Антей (Ижевск) — 87:103 (13:30, 21:23, 20:24, 33:26), 99:103 (18:32, 27:28, 24:24, 30:19)
- ЦСК ВВС-2 (Самара) – Старый Соболь (Нижний Тагил) — 99:62 (27:14, 24:19, 27:15, 21:14), 81:72 (16:16, 21:13, 23:26, 21:17)
- Спартак (Мытищи) – Кубань-Локомотив (Краснодар) — 91:104 (26:34, 32:26, 17:25, 16:19), 91:69 (35:20, 13:24, 27:19, 16:6)
- Химки-2 – ТЕМП-СУМЗ (Ревда) — 87:71 (26:11, 24:18, 16:20, 21:22), 81:75 (26:17, 15:23, 19:12, 21:23)
- Зенит (Иркутск) – Спартак ВГУЭС (Владивосток) — 0:20, 0:20
- Университет (Нальчик) – Динамо-2 (Москва) — 59:102 (15:28, 19:20, 9:22, 16:32), 71:111 (14:25, 26:24, 16:36, 15:26)
- Стандарт (Тольятти) – Саха-Якутия (Якутск) — 20:0, 20:0
- Витязь (Рязань) – Конти (Санкт-Петербург) — 78:106 (14:26, 26:24, 15:32, 23:24), 61:108 (18:20, 17:31, 12:29, 14:28)
- УНИКС-2 (Казань) – Северсталь (Череповец) — 70:74 (22:20, 20:20, 17:20, 11:14), 85:89 (18:24, 25:16, 21:23, 21:26)
- ЦСКА-молодёжная – Союз (Заречный) — 100:93 (26:24, 21:28, 28:13, 25:28), 91:94 (23:30, 26:21, 22:21, 20:22)

Источник: 

### 1/16 финала
- СК Охрана (Новоуральск) – Динамо (Москва) — 72:121 (13:35, 27:27, 13:32, 19:27), 72:121 (18:32, 24:35, 13:27, 17:27)
- Университет-Спутник (Киров) – Спартак (СПб) — 91:97 (31:21, 16:23, 26:28, 18:25), 81:89 (22:24, 24:28, 11:21, 24:16)
- Купол-Антей (Ижевск) – Университет (Сургут) — 90:88 (28:21, 18:20, 23:23, 21:24), 79:75 (18:25, 16:19, 14:17, 31:14)
- ЦСК ВВС-2 (Самара) – Локомотив (Новосибирск) — 79:113 (18:27, 24:27, 23:25, 14:34), 79:79 (21:20, 22:22, 26:17, 10:20)
- Автодор (Саратов) – Спартак (Мытищи) — 122:64 (31:19, 33:24, 26:12, 32:9), 109:70 (28:23, 25:12, 28:20, 28:15)
- Химки-2 – Металлург-Университет (Магнитогорск) — 67:83 (14:18, 15:25, 17:20, 21:20), 78:96 (16:23, 23:20, 19:28, 20:25)
- Спартак ВГУЭС (Владивосток) – ЦСК ВВС-Самара — 70:99 (17:18, 24:24, 10:29, 19:28), 83:103 (18:32, 16:24, 20:26, 29:21)
- Динамо-2 (Москва) – Локомотив-Ростов — 83:88 (18:27, 25:21, 22:22, 18:18), 64:104 (20:35, 23:14, 8:28, 13:27)
- Стандарт (Тольятти) – Енисей (Красноярск) — 83:102 (23:37, 24:17, 18:25, 18:23), 75:93 (16:28, 14:23, 21:25, 24:17)
- Конти (Санкт-Петербург) – Арсенал (Тула) — 81:91 (22:24, 28:25, 17:23, 14:19), 75:96 (27:25, 17:25, 14:19, 17:30)
- Северсталь (Череповец) – ЕврАз (Екатеринбург) — 85:90 (21:17, 16:24, 18:27, 30:22), 81:87 (19:19, 18:25, 26:18, 18:25)
- ЦСКА-молодёжная – Динамо (Московская область) — 101:77 (31:21, 20:25, 25:13, 25:18), 75:67 (17:9, 14:23, 15:24, 29:11)

Источник: , , , , , 

### 1/8 финала
- Динамо (Москва) – Спартак (СПб) — 92:79 (24:22, 23:15, 22:12, 23:30), 114:80 (27:28, 30:21, 24:8, 33:23)
- Купол-Антей (Ижевск) – Урал-Грейт (Пермь) — 93:120 (20:31, 29:25, 17:30, 27:34), 87:100 (19:28, 20:30, 29:15, 19:27)
- Локомотив (Новосибирск) – Автодор (Саратов) — 93:114 (12:26, 27:21, 24:34, 30:33), 96:71 (30:20, 27:24, 21:6, 18:21)
- Металлург-Университет (Магнитогорск) – УНИКС (Казань) — 87:96 (27:35, 26:16, 20:24, 14:21), 37:93 (11:25, 11:17, 11:18, 4:33)
- ЦСК ВВС-Самара – Локомотив-Ростов — 90:97 (22:16, 28:25, 16:26, 24:30), 77:82 (12:19, 22:15, 15:24, 28:24)
- Енисей (Красноярск) – ЦСКА — 62:115 (17:32, 17:30, 13:30, 15:23), 51:103 (12:27, 8:30, 14:27, 17:19)
- Арсенал (Тула) – ЕврАз (Екатеринбург) — 98:91 (28:22, 31:24, 17:22, 22:23), 93:90 (25:21, 20:21, 29:20, 19:28)
- ЦСКА-молодёжная – Химки — 76:86 (25:22, 21:21, 16:22, 14:21), 82:107 (15:23, 13:22, 29:31, 25:31)

Источник: , , , , , , , , , , , 

### 1/4 финала
- Динамо (Москва) – Урал-Грейт (Пермь) — 82:109 (19:31, 15:25, 25:28, 23:25), 85:85 (28:19, 17:20, 22:26, 18:20)
- Локомотив (Новосибирск) – УНИКС (Казань) — 84:112 (22:25, 21:31, 16:28, 25:28), 64:89 (18:19, 15:26, 18:28, 13:16)
- Локомотив-Ростов – ЦСКА — 66:82 (15:17, 20:19, 18:22, 13:24), 67:116 (15:37, 8:26, 31:23, 13:30)
- Арсенал (Тула) – Химки — 99:122 (26:24, 18:27, 19:41, 36:30), 77:116 (23:32, 23:23, 14:26, 17:35)

Источник: , , , , , , 

## Финал 4-х

### Полуфиналы
- Урал-Грейт (Пермь) – УНИКС (Казань) — 94:83 (21:15, 25:22, 26:18, 22:28)
- ЦСКА – Химки — 91:75 (24:29, 24:16, 18:19, 25:11)

### Конкурсы
Начинал программу второго дня «Финала четырёх» конкурс капитанов. Панов, Вадеев, Дайнеко и Мююрсепп по два раза атаковали кольцо с линии штрафных, из-за трёхочковой дуги и с центра площадки. После второго тура лидировал Дайнеко, без промаха выполнивший и штрафные, и оба трёхочковых. Попытки всех четырёх капитанов реализовать хотя бы одну сверхдальнюю попытку успеха не имели. Панов, правда, повеселил зрителей бросками «из-под юбки», но оба раза мячу до попадания в цель не хватало считанных сантиметров.
Конкурс трёхочковых открывал Савков. Ему в итоге и достался главный приз. Моня, видимо, слишком хотел порадовать себя в день рождения и забросил первый мяч лишь с 12-й попытки. Как и в прошлогоднем состязании, в первом раунде первенствовал центровой Урал-Грейта Лавринович – 20 очков. Но вторую серию бросков литовец провёл не столь удачно, и вместе со своим партнёром по сборной Литвы Штомбергасом вылетел в полуфинале. В финале Савков уже на 4-й стойке превзошёл результат Абдул-Рауфа. Итог – 20:14 в пользу защитника Химок.
Конкурс бросков сверху оказался таким молодым по составу, что на общем фоне 19-летний Вяльцев смотрелся чуть ли не ветераном. На разминке участники забивали мячи на любой вкус, но когда дело дошло до официальных попыток, порой предпочитали надёжность сверхэффектности. Уверенную победу одержал Игорь Ткаченко из молодёжной команды ЦСКА. За бросок «мельница» после наброса самому себе от щита Ткаченко-младший получил максимальную оценку – 50 баллов.

### Показательный матч
- Сборная Пермского края – Сборная остального мира — 75:79 (25:22, 19:15, 15:19, 16:23)

Обе сборные состояли из ветеранов баскетбола, а также функционеров и журналистов

### Матч за 3-е место
- УНИКС (Казань) – Химки — 87:74 (23:12, 26:19, 19:20, 19:23)

### Финал
- Урал-Грейт (Пермь) – ЦСКА — 105:99 (27:21, 25:16, 25:31, 28:31)

Источник: , , , 